# Доррис, Надин
Надин Ванесса Доррис (англ. Nadine Vanessa Dorries), урождённая Барджери (англ. Bargery; род. 21 мая 1957, Ливерпуль) — британский политик-консерватор. Министр цифровизации, культуры, СМИ и спорта (2021—2022).

## Биография
Надин Барджери родилась 21 мая 1957 года в Ливерпуле, отец был водителем автобуса, долго болел и умер в 42 года. Надин с детства подрабатывала, присматривая за машинами болельщиков во время матчей футбольного клуба «Ливерпуль», болельщицей которого она остаётся всю свою жизнь. Окончила государственную школу в 16 лет, получила профессию медсестры, затем вышла замуж за горного инженера Пола Дорриса и прожила вместе с ним год в Замбии, где Пол управлял шахтой, а Надин работала в местной школе. В 2001 году выставила свою кандидатуру в округе Хэйзел Гроув (Большой Манчестер), но проиграла выборы.
Работала советником Оливера Летвина, когда тот занимал должность теневого канцлера казначейства, а в 2005 году была избрана в Палату общин. В 2012 году членство Надин Доррис в партийной фракции на время приостанавливалось из-за её несогласованного участия в реалити-шоу телекомпании ITV I'm a Celebrity...Get Me Out of Here!. В 2013 году получила общенациональную известность, став автором серии книг, в 2016 году при подготовке к референдуму о членстве Великобритании в Евросоюзе агитировала за выход.
Зарекомендовала себя сторонницей правого крыла Консервативной партии, добиваясь, в частности, снижения разрешённого срока беременности для совершения аборта с 24 недель до 20.
27 июля 2019 года назначена в первом кабинете Бориса Джонсона младшим министром здравоохранения с полномочиями в области психиатрии, предотвращения самоубийств и обеспечения безопасности пациентов.
15 сентября 2021 года в ходе серии кадровых перемещений во втором правительстве Джонсона получила портфель министра культуры.
6 сентября 2022 года при формировании правительства Лиз Трасс не получила никакого назначения.
В июне 2023 года объявила о намерении уйти в отставку, а 26 августа 2023 года официально заявила об отказе от депутатского мандата, что повлекло за собой дополнительные выборы в её округе в сентябре. Объяснила своё решение отсутствием комментариев премьер-министра Риши Сунака в связи с отказом поддержать предложение Бориса Джонсона о предоставлении Доррис пэрства. В письме на имя премьер-министра она обвинила его в том, что он был назначен на свою должность, не заручившись даже голосами однопартийцев-парламентариев, и не оправдал доверия избирателей.
По итогам выборов 19 октября 2023 года победителем впервые за несколько десятилетий в этом округе стал лейборист — Алистер Стратерн, при этом по сравнению с выборами 2019 года доля голосов поданных за консерваторов, снизилась с 59,8 % до 31,1 % (результат Стратерна — 34,1 %).